# 18 tháng 2
Ngày 18 tháng 2 là ngày thứ 49 trong lịch Gregory. Còn 316 ngày trong năm (317 ngày trong năm nhuận).

## Sự kiện
- 1861 – Tại Montgomery, Alabama, Jefferson Davis nhậm chức tổng thống lâm thời của Liên minh miền Nam Hoa Kỳ.
- 1861 – Với việc Thống nhất nước Ý hầu như hoàn tất, Vittorio Emanuele II của Piemonte, Savoy và Sardegna nhận hiệu là Vua của Ý.
- 1885 – Những cuộc phiêu lưu của Huckleberry Finn của Mark Twain được phát hành tại Hoa Kỳ.
- 1930 – Trong khi nghiên cứu các bức ảnh chụp từ tháng một, nhà thiên văn học người Mỹ Clyde Tombaugh khám phá ra sao Diêm Vương.
- 1932 – Mãn Châu Quốc tuyên bố độc lập từ Trung Quốc và được Nhật Bản công nhận.
- 1942 – Chiến tranh thế giới thứ hai: Quân đội Nhật Bản bắt đầu tiến hành tiêu diệt có hệ thống các thành phần được cho là thù địch trong cộng đồng người Hoa tại Singapore.
- 1947 – Chiến tranh Đông Dương: Quân Pháp chiếm được Hà Nội sau khi Trung đoàn Thủ Đô rút lên chiến khu.
- 1977 – Tàu con thoi Enterprise thực hiện "chuyến bay" đầu tiên, bằng cách được gắn trên một chiếc Boeing 747, nhằm thử nghiệm các đặc tính.
- 2010 – Một nhóm binh sĩ tiến hành đảo chính tại thủ đô Niamey của Niger, thay thế Tổng thống Mamadou Tandja bằng chính quyền quân sự.

## Sinh
- 259 TCN – Tần Thủy Hoàng, hoàng đế đầu tiên thống nhất Trung Hoa (m. 210 TCN)
- 1516 – Mary I của Anh, nữ vương nước Anh (m. 1558).
- 1530 – Uesugi Kenshin, daimyo Nhật Bản (m. 1578).
- 1745 – Alessandro Volta, nhà vật lý Ý (m. 1827).
- 1810 – Frédéric Chopin, nhà soạn nhạc Ba Lan (m. 1849).
- 1838 – Ernst Mach, nhà vật lý người Áo, người đã phát hiện ra sóng xung kích, số Mach (m. 1916).
- 1895 – Semyon Konstantinovich Timoshenko, Nguyên soái Liên Xô (m. 1970).
- 1903 – Vasilij Ivanavič Kazloŭ, Anh hùng Liên Xô người Belarus (m. 1967).[1]
- 1922 – Vũ Cao, nhà thơ Việt Nam (m. 2007).
- 1931 – Toni Morrison, nhà văn Mỹ, người giành giải Nobel Văn học năm 1993.
- 1933 – Bobby Robson, huấn luyện viên bóng đá Anh.
- 1950 – Cybill Shepherd, nữ diễn viên Mỹ
- 1954 – John Travolta, nữ diễn viên Mỹ
- 1957 – Vanna White, diễn viên Mỹ
- 1963 – Sergey Paramonov, nhạc sĩ, ca sĩ Nga.
- 1967 – Roberto Baggio, cầu thủ bóng đá Ý.
- 1968 – Molly Ringwald, nữ diễn viên Mỹ
- 1973 – Claude Makélélé, cầu thủ bóng đá Pháp.
- 1975 – Gary Neville, cầu thủ bóng đá Anh.
- 1981 – Kim Jaewon, người mẫu, diễn viên Hàn Quốc.
- 1984 – Ốc Thanh Vân, diễn viên hài kịch – kịch nói, diễn viên điện ảnh, diễn viên truyền hình, người dẫn chương trình và diễn viên lồng tiếng người Việt Nam.
- 1990 – Park Shin-hye, diễn viên, ca sĩ và người mẫu người Hàn Quốc.
- 1994 – Jung Hoseok (nghệ danh: J-Hope), rapper, vũ công, nhà sản xuất nhạc người Hàn Quốc, là thành viên nhóm nhạc BTS.

## Mất
- 1546 – Martin Luther, nhà thần học Đức (s. 1483).
- 1851 – Carl Gustav Jakob Jacobi, nhà toán học Đức (s. 1804).
- 1907 – Nguyễn Phúc Thục Thận, phong hiệu Cảm Đức Công chúa, công chúa con vua Minh Mạng (s. 1824)
- 1945 – Semyon Konstantinovich Timoshenko, Anh hùng Liên bang Xô viết (s. 1906).
- 1962 – Joseph-Armand Bombardier, nhà phát minh Canada (s. 1907).
- 1967 – Robert Oppenheimer, nhà vật lý lý thuyết Mỹ (s. 1904).
- 2014 – Phạm Quý Ngọ, tướng lĩnh công an người Việt Nam (s. 1954)
- 2017 –  Omar Abdel-Rahman, chiến binh Hồi giáo cực đoan người Ai Cập
- 1294 –  Hốt Tất Liệt, cháu của Thành Cát Tư Hãn, người lập nên nhà Nhà Nguyên.

## Những ngày lễ và kỷ niệm
- Ngày Quốc khánh (Gambia)